# Semaan
Semaan is een bestuurslaag in het regentschap Sumenep van de provincie Oost-Java, Indonesië. Semaan telt 1792 inwoners (volkstelling 2010).